# Шон Френсіс
Шон Френсіс (англ. Shaun Francis, нар. 22 жовтня 1986, Мандевілл) — ямайський футболіст, захисник клубу «Монреаль Імпакт» та національної збірної Ямайки.

## Клубна кар'єра
На молодіжному рівні Френсіс виступав за клуб «Спортінг Сентрал Екедемі». Під час навчання в Коледжі Ліндсі Вілсона в 2006—2009 роках він грав за студентську команду у міжвузівській лізі. Під час перерв у заняттях Шон також виступав за клуби з Premier Development League — «Індіана Інвейдерз» в 2008 році і «Тандер-Бей Чіл» у 2009 році.
На Супердрафті MLS 2010 року Френсіс був обраний в четвертому раунді під загальним 63-м номером клубом «Коламбус Крю». Його професійний дебют відбувся 29 червня 2010 року в матчі відкритого кубка США проти «Рочестер Райнос». Вперше на поле в матчі MLS він з'явився 17 липня 2010 року в зустрічі з «Нью-Йорк Ред Буллз». У «Крю» Френсіс так і не зміг стати гравцем основного складу, провівши за три неповних сезони всього 28 матчів у лізі. В кінці червня 2012 року клуб відмовився від послуг гравця.

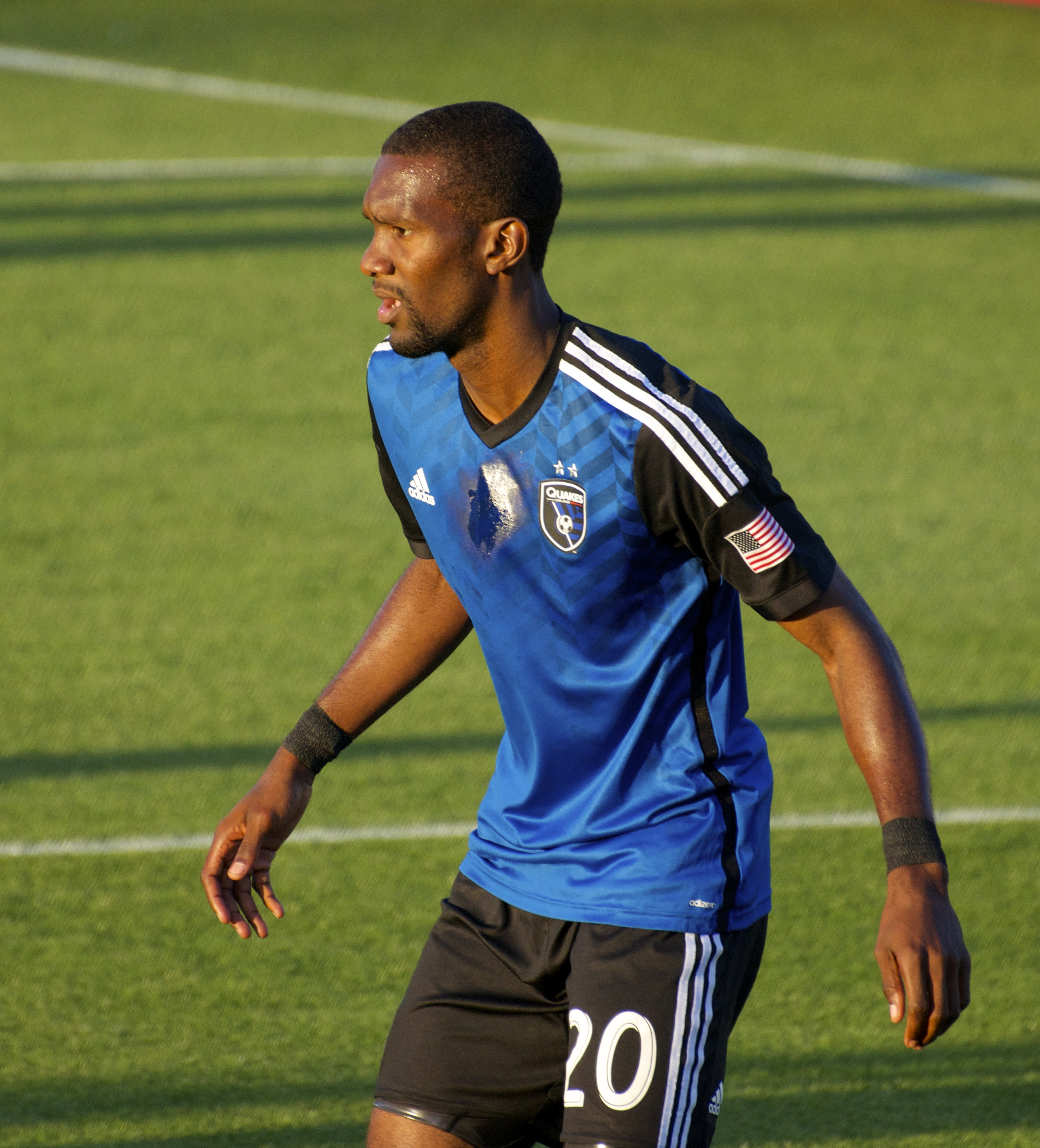
Шон Френсіс під час виступів за «Сан-Хосе Ерзквейкс». 2014 рік.

Перегляд у клубі «Філадельфія Юніон» в лютому 2013 року закінчився для нього безрезультатно. Але вже в березні Френсіс, який перебував поза футболом більше восьми місяців, зміг знайти новий клуб, ним став «Шарлотт Іглз» з ліги третього рівня USL Pro.
У липні 2013 року Френсіс повернувся в MLS, ставши гравцем «Чикаго Файр». Однак за цей клуб він провів лише одну гру і по закінченню сезону знову опинився в списку відмов.
На Драфті повернень 24 січня 2014 року Френсіс був обраний клубом «Сан-Хосе Ерзквейкс». Його дебют за «Квейкс» відбувся в першій для них грі сезону MLS 2014, матчі проти «Реал Солт-Лейк» 15 березня і в подальшому ямаєць став основним гравцем.
До складу клубу «Монреаль Імпакт» приєднався 13 липня 2017 року в обмін на другий раунд Супердравта МЛС у 2018 році, або $ 50 000 в загальному розподілі коштів, що залежить від продуктивності Френсіса під час решти сезону 2017 року. Відтоді Шон встиг відіграти за команду з Монреаля 1 матч в МЛС.

## Виступи за збірну
10 жовтня 2010 року дебютував в офіційних матчах у складі національної збірної Ямайки в товариській грі зі збірною Тринідаду і Тобаго. У складі «реггі бойз» він брав участь у Карибських кубках 2010 і 2017 років, ставши на першому переможцем, а на другому срібним призером.
Влітку 2017 року Френсіс потрапив у фінальний список гравців збірної Ямайки, заявлених для участі у Золотому кубку КОНКАКАФ 2017, перед самим стартом турніру, замінивши травмованого Девера Оджилла.
Наразі провів у формі головної команди країни 10 матчів, забивши 2 голи.

## Титули і досягнення
- Переможець Карибського кубка: 2010
- Срібний призер Золотого кубка КОНКАКАФ: 2017